# Anosy
Anosyregionen är en region i Madagaskar. Den ligger i den södra delen av landet, 600 km söder om huvudstaden Antananarivo. Antalet invånare är 544 200. Arean är 25 731 kvadratkilometer.
Terrängen i Anosyregionen är kuperad västerut, men österut är den bergig.
Anosyregionen delas in i:
- Betroka District
- Amboasary District
- Taolagnaro

Följande samhällen finns i Anosyregionen:
- Fort Dauphin
- Amboasary
- Ambalasoa